# Кунстхалле Цюриха
Кунстхалле в Цюрихе (нем. Kunsthalle Zürich) — художественный музей в швейцарском городе Цюрих, основанный в 1985 году и начавший активную выставочную деятельность осенью 1989 — под руководством директора и куратора Бернхарда Бюрги; с мая 1996 года располагается в перестроенных помещениях бывшего пивоваренного завода «Löwenbräu Zürich», где проводит временные выставки и образовательные мероприятия, посвященные современному искусству.

## История и описание
После основания Кунстхалле в Цюрихе в 1985 году, с 1986 года он занимался только эпизодической выставочной деятельностью. После переезда в новый помещения в комплексе «Schoeller-Areal» на Лиммате — в комплекс, являвшийся бывшим заводом компании «Schoeller’sche Kammgarnspinnerei», основанной в Бреслау в 1849 году — галерея начала регулярно выставлять современное искусство. В 1988 году промышленное производство было окончательно прекращено, и осенью 1989 года Кунстхалле — под руководством директора и куратора Бернхарда Бюрги (Bernhard Mendes Bürgi, род. 1953) — открыл свою первую полноценную выставку.
С мая 1996 года Кунстхалле Цюриха находится на своем нынешнем месте — в перестроенных помещениях бывшего пивоваренного завода «Löwenbräu Zürich», которые были перепроектированы для выставочных целей архитекторами Каррером и Фуриманом (сегодня — бюро «Andreas Fuhrimann Gabrielle Hächler Architekten, AFGH»). Вместе с Музеем современного искусства Мигрос (Migros Museum für Gegenwartskunst) и пятью другими частными галереями — включая галерею «Hauser & Wirth» — Кунстхалле стал частью городского центра, посвященного современному искусству.
«Kunsthalle Zürich» специализируется на международном современном искусстве, представляя его широкой аудитории посредством выставок, лекций, экскурсий, художественных поездок и кинопрограмм. Издавая сопровождающие каталоги, он стремиться углубить информированность зрителей как об отдельных художниках, так и о художественных темах. Выставляет как известных авторов, так и начинающих художников. Ряд выставок был проведён в сотрудничестве с международными партнерами: такими как «Frankfurter Kunstverein» (2005), кёльнский Музей Людвига (2006), нью-йоркский Музей американского искусства Уитни (2006), «Kunstverein München» (2006) и Чикагский институт искусств (2007). С 2001 по октябрь 2014 года Беатрикс Руф (Beatrix Ruf, род. 1960) являлась директором и куратором цюрихской галереи.
В 2004 году в Кунстхалле прошла первая ретроспективная выставки английской художницы Сары Лукас, впоследствии показанная в Гамбурге и Ливерпуле; в 2006 году прошла выставка работ Лауры Оуэнс (род. 1970), показанная затем в Лондоне, Ганновере и Маастрихте. В 2007 году галерея организовала первую европейскую выставку американской художницы Николь Айзенман (род. 1965), проведённую затем и в Париже; через год прошла ретроспективная выставка художника и скульптора Лиама Гиллика.
Музей ежегодно посещает около 22 000 человек; он вошёл в сотню самых важных выставочных площадок мира — по версии журнала «Capital». Спонсором галереи является «Ассоциация Кунстхалле Цюрих» (Verein Kunsthalle Zürich), основанная также в 1985 году; по данным на 2008 год, она насчитывала 880 членов и 180 корпоративных спонсоров, включая фармакологический холдинг «Roche Holding»; финансовое участие горожан поощряется предоставлением им свободного входа в целый ряд художественных галерей и музеев Швейцарии.